# Houston Oilers 1970
La stagione 1970 degli Houston Oilers è stata la prima della franchigia nella National Football League dopo la fusione AFL-NFL, la 11ª complessiva. Gli Oilers iniziarono l'annata vincendo due delle prime tre gare, entrambe in trasferta contro Steelers e Bengals. Nel resto della stagione però faticarono, con un bilancio parziale di 0-6-1 nelle successive sette sfide e non c'entrando i playoff per la seconda volta nelle ultime tre annate.

## Calendario
| Stagione regolare |                        |           |
| Turno             | Avversario             | Risultato |
| 1                 | at Pittsburgh Steelers | V 19–7    |
| 2                 | Miami Dolphins         | S 20–10   |
| 3                 | at Cincinnati Bengals  | V 20–13   |
| 4                 | Baltimore Colts        | S 24–20   |
| 5                 | Pittsburgh Steelers    | S 7–3     |
| 6                 | at San Diego Chargers  | P 31–31   |
| 7                 | at St. Louis Cardinals | S 44–0    |
| 8                 | at Kansas City Chiefs  | S 24–9    |
| 9                 | San Francisco 49ers    | S 30–20   |
| 10                | at Cleveland Browns    | S 28–14   |
| 11                | Denver Broncos         | V 31–21   |
| 12                | Cleveland Browns       | S 21–10   |
| 13                | Cincinnati Bengals     | S 30–20   |
| 14                | at Dallas Cowboys      | S 52–10   |

## Classifiche
| AFC Central         | AFC Central | AFC Central | AFC Central | AFC Central | AFC Central | AFC Central | AFC Central | AFC Central | AFC Central |
|                     | V           | S           | P           | %           | DIV         | CONF        | PF          | PS          | Str.        |
| ------------------- | ----------- | ----------- | ----------- | ----------- | ----------- | ----------- | ----------- | ----------- | ----------- |
| Cincinnati Bengals  | 8           | 6           | 0           | .571        | 3–3         | 7–4         | 312         | 255         | V7          |
| Cleveland Browns    | 7           | 7           | 0           | .500        | 4–2         | 7–4         | 286         | 265         | V1          |
| Pittsburgh Steelers | 5           | 9           | 0           | .357        | 3–3         | 5–6         | 210         | 272         | S3          |
| Houston Oilers      | 3           | 10          | 1           | .231        | 2–4         | 3–7–1       | 217         | 352         | S3          |

Nota: I pareggi non venivano conteggiati ai fini della classifica fino al 1972.